# ناحیه المیرا، شهرستان اولمستد، مینه سوتا
ناحیه المیرا (به انگلیسی: Elmira Township) یک منطقهٔ مسکونی در ایالات متحده آمریکا است که در شهرستان اولمستد، مینه‌سوتا واقع شده‌است.
 ناحیه المیرا ۹۰٫۷ کیلومتر مربع مساحت و ۳۵۲ نفر جمعیت دارد و ۳۴۰ متر بالاتر از سطح دریا واقع شده‌است.